# Карликовые колючие акулки
Карликовые колючие акулки (лат. Squaliolus) — род акул из семейства далатиевых отряда катранообразных. К роду принадлежат 2 вида. У этих акул вытянутое дело с длинным, слегка заострённым, выпуклым рылом. Длина рыла составляет половину длины головы. Жаберные щели очень маленькие, равномерно широкие. Ноздри обрамлены очень короткими складками кожи. Губы тонкие, без бахромы. Нижние и верхние зубы сильно отличаются по размеру и форме. Верхние зубы маленькие, узкие, заострённые, латеральные зубчики отсутствуют. Нижние зубы гораздо крупнее, имеют форму лезвия, сцеплены между собой, края не зазубрены. У основания первого спинного плавника иногда имеется шип, покрытый кожей. У основания второго спинного плавника шип отсутствует. Первый спинной плавник крошечного размера, он расположен приблизительно посередине туловища. Второй спинной плавник намного крупнее первого, его основание расположено над серединой основания брюшных плавников. Грудные плавники короткие и закруглённые. Хвостовой плавник почти симметричный, веслообразный. Прекаудальная выемка и кили по центру брюха отсутствуют. На хвостовом стебле имеются низкие латеральные кили. Тело покрывают плоские плакоидные чешуйки в вид блоков, каудальные выступы отсутствуют. Клоака нормальная, не расширяется подобно люминесцирующей железе. Окрас чёрного или коричнево-чёрного цвета, края плавников имеют светлую окантовку.
Представители рода встречаются на глубине от 100 до 2000 м при температуре от 3,26 °C до 16,46 °C.

## Классификация
- Squaliolus aliae Teng, 1959
- Squaliolus laticaudus H. M. Smith & Radcliffe, 1912 — Карликовая колючая акулка